# 吉田拳畤
吉田 拳畤（よしだ けんじ、本名：吉田 健司、1977年2月10日 - ）は、日本のプロボクサー。宮崎県西諸県郡高原町出身。第50代日本フライ級王者。ワタナベボクシングジム所属選手としてプロデビュー、2004年11月より笹崎ボクシングジムに移籍、2009年7月から再びワタナベジム所属。宮崎県立小林工業高等学校卒業。

## 来歴
1999年1月27日、本名の吉田健司でワタナベジム所属でプロデビュー（1RKO勝ち）。
デビュー戦後、3連敗を喫するが、連敗後は5連勝して6回戦に昇格する。
2001年4月24日、6回戦デビューを6R判定勝ちで飾るも、7月30日にオートバイによる交通事故に遭い、下半身不随も考えられるほどの怪我を負い約3年のブランクを作る。
2004年11月27日、ワタナベジムから笹崎ジムへ移籍し、復帰戦を行い見事6R判定勝利。
2006年3月15日、後の日本王者で世界挑戦者の清水智信と対戦し、善戦するも8R判定負け。
2006年5月15日、後の世界王者坂田健史と対戦。一進一退ながらやや優勢に試合を進めるも2-1の僅差で6R負傷判定負け。
しかし、ジャッジ2者は内容に沿った採点（59-58吉田優勢、57-59坂田優勢）であったものの、残り1人のジャッジは60-55坂田優勢という明らかに不可解な採点だったため、物議を醸した。
2007年4月1日、日本フライ級王者内藤大助が負傷したため、急遽設置された日本同級暫定王座決定戦に出場。久高寛之に10R判定勝ちを収め、笹崎ジムへ14年ぶりのベルトをもたらした。4月27日、内藤の王座返上により、正規王者へと昇格。
2007年7月2日、日本王座の初防衛戦を世界挑戦者で元OPBF東洋太平洋フライ級王者の小松則幸を相手に行う。序盤から反則行為を繰り返し不評を買うが（後述）、大乱戦の中スリップ気味のダウンを奪い、6R負傷判定で勝利、タイトル初防衛。
2007年12月8日、2度目の日本王座防衛戦を佐藤常二郎と行い、3-0の判定勝利で防衛に成功。
2008年4月14日、3度目の日本王座防衛戦を清水智信と行い、3-0の判定負けで防衛に失敗し陥落。その後吉田拳畤にリングネームを変更した。
2008年7月30日、代々木第一体育館にて、WBC世界スーパーフライ級14位の中広大悟と対戦。これまでになかった足を使ったアウトボクシングで中広に善戦するも三者三様1ポイント差の判定負け。
2008年11月24日、後楽園ホールにてPABAフライ級王者にしてWBCフライ級20位のリチャード・ガルシア（フィリピン）との試合。元々は山口真吾と試合の予定であったが、山口が内藤との世界戦のため辞退し、11月2日にガルシアに決定した経緯がある。この試合をレスリング行為による減点などの影響もあり、8R0-3判定で落とし3連敗となった。
2009年3月18日、後楽園ホールにてジョッキーレック・シッスーイと8Rで対戦し3-0の判定で勝利。
2009年7月20日、後楽園ホールにて中釜兵武と8Rで対戦。6R負傷判定2-0で勝利し、ワタナベボクシングジム移籍後の初戦を勝利で飾る。続く12月28日の試合では日本フライ級5位として同バンタム級11位のサラリーマン徹平とスーパーフライ級8回戦を行い、クリンチやホールドを多用して3-0の判定勝利を収めた。
2010年6月24日、日本タイトル挑戦権獲得トーナメント「最強後楽園」フライ級準決勝で2位として6位の石崎義人と対戦し、3-0の判定勝利を収めた。同年9月5日、同トーナメント決勝で2位として3位の小林タカヤスと対戦し、5R0分29秒に試合が止められて負傷引分1-1（49-47、48-49、48-48）となり、優勢点を譲って敗者扱いとなった。

## 防衛戦の評価
日本フライ級タイトル初防衛戦、対小松則幸戦におけるラフファイトぶりは、日頃滅多に明確な批判をすることがないボクシング専門2誌の誌上戦評において、珍しく、揃って否定的見解をもって語られた。この試合における吉田は、バッティング（頭突き）やホールド（抱え込み等）、レスリング行為（引き倒し等）、オープンブロー（掌部分での加撃）、ラビットパンチ（後頭部への加撃）などのありとあらゆる反則を、試合全般を通じてほぼ間断なく繰り返しており、『ボクシング・マガジン』誌は「ヨシケン、乱心」の見出しで、その闘いぶりを「ボクシングとは呼べない所業」と評した。『ボクシング・ワールド』誌においても、小松陣営の「あれではプロテストも受からない」とのコメントが紹介された。また吉田陣営もラフファイトを行ったことを認めている。
防衛2戦目の佐藤常二郎戦も、ホールドやバッティングが見られ、両者とも顔面から出血する荒れた試合となった。スポニチでは「タイトルマッチのレベルとは言えない」と厳しい論調で非難し、日刊スポーツにおいても「試合内容はお粗末」、「タイトル戦とは思えないレベル」と同様に非難された。

## 獲得タイトル
- 第50代日本フライ級王座（2度防衛）